# Charlie Swan
Charlie Swan is een personage in de Twilight-romanserie van Stephenie Meyer. 
Het personage speelt ook een hoofdrol in de langspeelfilm Twilight en sequels (New Moon (2009), Eclipse (2010), Breaking Dawn Part 1 (2011) en Breaking Dawn Part 2 (2012)) van Catherine Hardwicke waar de rol wordt vertolkt door Billy Burke.
Charlie Swan werkt en leeft in Forks, Washington. Na de scheiding van zijn studentenliefje en latere echtgenote Renée leeft hij alleen. Hij is politiecommissaris in zijn gemeente. Zijn dochter Bella komt in de eerste roman (Twilight) op zeventienjarige leeftijd bij hem wonen nadat ze tot dan steeds bij haar moeder Renée en stiefvader Phil Dwyer in Phoenix, Arizona had gewoond. Met dat Renée al met Bella vertrok toen die nog een baby was, kende hij Bella enkel van de jaarlijkse vakantieperiode wanneer ze even bij hem op bezoek kwam.
Charlie Swan houdt van vissen met zijn vrienden Harry Clearwater en Billy Black, en van sport op televisie volgen. In de periode beschreven in het laatste boek van de serie begint hij een relatie met Sue Clearwater, de weduwe van zijn vriend Harry Clearwater.
Swan accepteert initieel Edward Cullen als vriend voor zijn dochter, maar verwijt Edward wel wanneer Bella in een depressie verzinkt. Hij accepteert dan toch wel schoorvoetend hun huwelijk, en is verzot op zijn kleindochter Renesmee.